# John Marshall Harlan II
Ne doit pas être confondu avec John Marshall Harlan.
John Marshall Harlan II, né le 20 mai 1899 à Chicago et mort le 29 décembre 1971 à Washington, est un homme de loi américain. Il a servi comme juge assesseur à la Cour suprême des États-Unis de 1955 à 1971.

## Biographie
Il est nommé par le président Dwight David Eisenhower pour remplacer Robert Jackson. Harlan s'est souvent caractérisé comme un membre de l'aile conservatrice de la Warren Court (en).
Son homonyme, John Marshall Harlan, est son grand-père qui a également été juge assesseur de 1877 à 1911.